# Campeonato Acreano 2022
In 2022 werd het 93ste Campeonato Acreano gespeeld voor voetclubs uit de Braziliaanse staat Acre. De competitie werd georganiseerd door de FFAC en werd gespeeld van 13 februari tot 21 april. Humaitá werd kampioen.

## Eerste fase
| Plaats | Club              | Wed. | W | G | V | Saldo | Ptn. |
| ------ | ----------------- | ---- | - | - | - | ----- | ---- |
| 1.     | ADESG             | 5    | 3 | 1 | 1 | 8:3   | 10   |
| 2.     | Náuas             | 5    | 2 | 2 | 1 | 3:2   | 8    |
| 3.     | Rio Branco        | 5    | 2 | 1 | 2 | 7:5   | 7    |
| 4.     | Plácido de Castro | 5    | 1 | 4 | 0 | 10:6  | 7    |
| 5.     | Atlético          | 5    | 1 | 2 | 2 | 3:6   | 5    |
| 6.     | Vasco da Gama     | 5    | 1 | 0 | 4 | 5:14  | 3    |

|  | Geplaatst voor twee fase |

| Plaats | Club          | Wed. | W | G | V | Saldo | Ptn. |
| ------ | ------------- | ---- | - | - | - | ----- | ---- |
| 1.     | Humaitá       | 4    | 2 | 2 | 0 | 8:2   | 8    |
| 2.     | Galvez        | 4    | 2 | 1 | 1 | 9:2   | 7    |
| 3.     | São Francisco | 4    | 1 | 2 | 1 | 4:5   | 5    |
| 4.     | Independência | 4    | 1 | 1 | 2 | 5:11  | 4    |
| 5.     | Andirá        | 4    | 0 | 2 | 2 | 5:11  | 2    |

## Tweede fase
| Plaats | Club          | Wed. | W | G | V | Saldo | Ptn. |
| ------ | ------------- | ---- | - | - | - | ----- | ---- |
| 1.     | Humaitá       | 5    | 4 | 0 | 1 | 11:4  | 12   |
| 2.     | São Francisco | 5    | 3 | 2 | 0 | 7:2   | 11   |
| 3.     | ADESG         | 5    | 2 | 2 | 1 | 8:5   | 8    |
| 4.     | Galvez        | 5    | 2 | 1 | 2 | 7:7   | 7    |
| 5.     | Rio Branco    | 5    | 1 | 1 | 3 | 6:7   | 4    |
| 6.     | Náuas         | 5    | 0 | 0 | 5 | 2:16  | 0    |

|  | Kampioen, geplaatst voor Série D 2023, Copa Verde 2023 en Copa do Brasil 2023     |
|  | Vicekampioen, geplaatst voor Série D 2023, Copa Verde 2023 en Copa do Brasil 2023 |

### Kampioen
| Campeonato Acreano de 2022  |
| Acre                        |
| --------------------------- |
| HUMAITÁ Kampioen (1° titel) |